# 김규종 서상국의 시인의 저녁
김규종 서상국의 시인의 저녁은 대구MBC 표준FM(대구, 경북권 FM 96.5MHz, 김천 FM 98.7MHz, 와룡산 FM 100.3MHz)에서 평일 저녁 6시 5분부터 저녁 7시까지 방송했던 대구·경북 지역의 라디오 교양 프로그램이다. 2023년 8월 11일 자로 3년만에 폐지되었다.

## 코너

### 1부
- 월 백범수첩 : 법을 모르는 게 죄는 아니잖아~! 법으로 바라보는 우리 사회 대구의 셜록 백수범 변호사의 날카로운 시선으로 짚어봅니다.
- 화 앵그리 임쌤의 교실외전 : 교사이자 사회운동가 임성무선생님이 들려주는ㅈ날카로운 교실 밖 세상 읽기 우리 교육과 우리 사회의 문제들 앵그리 임샘이 돌직구로 이야기합니다.
- 수 백기자의 측면돌파 : 취재한 이슈에 대해 쉽고, 재미있게 들어보는 취재 뒷이야기와 수다 정면보다 측면으로 승부하는, 경향신문 백경열 기자와 함께 합니다.
- 목 태수야~ 정치하자 : 보수와 진보 사이를 헤매는 정치 진단 정의당 대구시당 장태수 전 위원장과 속 터지는 정치 이야기, 속 시원하게 말해봅니다.
- 금 여론의 맛 : 사회이슈에 대한 매운 맛 인터넷 여론과 시민들의 다양한 의견들 어떤 이슈든 불나방처럼 달려드는 최선아 리포터와 박지민 리포터가 찾아 들려드립니다.

### 2부
- 누구나 인문학 : 인문의 세계!! 정치, 경제, 사회, 문화, 예술 여러 방면의 다양한 전문가들과 함께 생각을 나누고, 소통을 나누는 시간. 규지니어스, 김규종교수와 함께 내 삶과 고민이 녹아있는 인문학 이야기를 들어봅니다.